# Жорж, Себастиан
Себастиан Жорж (или Георги; нем. Sebastian George; не позднее 1745 — 1796) — композитор, клавирист и капельмейстер, появившийся не позднее 1767 года в Москве, уроженец Майнца. Известно о сочинении им кантаты для исполнения в Московском университете в 1771 г.  В середине 70-х переселился в Петербург, где открыл лавку по продаже нот, музыкальных инструментов и «чистейшего рейнвейна». Контактировал с семействами Разумовских и Шереметевых. В 1775 году опубликовал в Лондоне 6 сонат для клавира со скрипкой, посвящённые Великой Княгине Наталья Алексеевне.
В 1780 году Жорж сочинил комическую оперу «Матросские шутки» на либретто П.И. Фонвизина.  Опера была поставлена в Москве в Петровском театре, где в это время Жорж, вероятно, исполнял обязанности театрального капельмейстера. В 1780 и 1783 годы Жорж организовал два больших авторских концерта в Москве, отражённые в Московских Ведомостях. С 1783 по 1793 гг с семьёй путешествовал по Европе, в частности в Карлсруэ, где его дочь училась игре на стеклянной гармонике. В 1796 году сын Жоржа издал ряд сочинений отца: 12 лёгких сонат для фортепиано и для фортепиано со скрипкой ad libitum , а также  вариации для фортепиано на русские темы.
Наследие Жоржа составляет около 2 десятков оркестровых симфоний, концертных симфоний, не менее 12 струнных квартетов , 2 квартета и 5 квинтетов для смешанных составов, 2 клавирных квартета, 6 струнных трио, 2 клавирных концерта, оратория (1780, название не известно),  не менее 5 кантат "на случай" (1771 и 1774 гг).

Примечания
1. 1 2  Финдейзен Н.Ф. XVII. Музыка в русской общественной жизни второй половины XVIII века // Очерки по истории музыки в России с древнейших времён до конца XVIII века. — М.—Л.: Музсектор, 1928. — Т. 2, вып. 5. — С. XXVIII. — 3500 экз.
2. ↑  Ernst Ludwig Gerber. Neues historisch-biographisches Lexikon der Tonkünstler. — 1812. — Стб. 289—290.
3. ↑  В приложении к «Карманной книге для любителей музыки» на 1796 год назывались планируемые к изданию у Герстенберга вариации для фортепиано на темы песен «Как быстрый вихрь», «По горам» и «Выду ль я на реченьку», как приводит Т.Н. Ливанова в книге «Русская музыкальная культура XVIII века в её связях с литературой, театром и бытом» (т. 2, 1953, стр. 303—304[?])
4. ↑  Сербин П.Г. Себастьян Жорж (отец) и его семья.. Архивировано 20 января 2021 года.